# フェスティバル (アルバム)
『フェスティバル』（Festival）は、サンタナが1976年12月に発表したアルバム。

## 解説
オリジナル・メンバーのホセ・チェピート・アレアスが復帰。また、2000年代に至るまでサンタナに籍を置くこととなるラウル・リコウが新加入。本作はスティーヴィー・ワンダー、ボブ・ディラン、モハメド・アリの3人に捧げられていることがクレジットに記載されている。
前作『アミーゴ』同様、ラテン色の濃いアルバム。「カーニバル」のイントロはサンバホイッスルで始まり、その後ドラムスとパーカッションが加わるという構成で、歌詞の一部はスペイン語。
本作レコーディング後にメンバー・チェンジが起こり、1976年12月には新編成でのヨーロッパ・ツアーが行われ、その模様の一部は次作『ムーン・フラワー』に収録された。

## 収録曲
3. 5. 7. 11. はインストゥルメンタル。
1. カーニバル - "Carnaval" (Tom Coster, Carlos Santana) - 2:15
2. 子供達の戯れ - "Let the Children Play" (C. Santana, Leon Patillo) - 3:28
3. 喝采 - "Jugando" (C. Santana, Jose Chepito Areas) - 2:12
4. ギブ・ミー・ラブ - "Give Me Love" (Pablo Tellez) - 4:30
5. 真夏の夢 - "Verão Vermelho" (N. Buzar) - 5:01
6. レット・ザ・ミュージック・セット・ユー・フリー - "Let the Music Set You Free" (C. Santana, T. Coster, L. Patillo, David Rubinson) - 3:40
7. 哀愁のボレロ - "Revalations" (T. Coster, C. Santana) - 4:36
8. リーチ・アップ - "Reach Up" (C. Santana, T. Coster, L. Patillo, Paul Jackson) - 5:23
9. 大河のように - "The River" (C. Santana, L. Patillo) - 4:53
10. 明日への祈り - "Try a Little Harder" (L. Patillo) - 5:03
11. 情熱のマリア - "María Caracóles" (P. African) - 4:32

## 参加ミュージシャン
- カルロス・サンタナ - ギター、ベース、パーカッション、バッキング・ボーカル
- トム・コスター - キーボード、パーカッション、バッキング・ボーカル
- パブロ・テレス - リード・ボーカル(on 11.)、ベース
- ゲイロード・バーチ - ドラムス、パーカッション
- ホセ・チェピート・アレアス - パーカッション
- ラウル・リコウ - パーカッション

ゲスト・ミュージシャン
- レオン・パティロ - リード・ボーカル(on 4. 9. 10.)、ピアノ (on 6. 9. 10.)
- ポール・ジャクソン - ベース (on 4. 7.)
- マキシン・ウィラード・ウォーターズ、ジュリア・ティルマン・ウォーターズ、オリン・ウォーターズ、フランシスコ・ザヴァラ、ジョエル・バディ - バッキング・ボーカル